# ستانلي ألين باستيان
ستانلي ألين باستيان (بالإنجليزية: Stanley Allen Bastian)‏ هو قاضي ومحامي أمريكي، ولد في 3 أبريل 1958 في سياتل في الولايات المتحدة.